# Bassin méditerranéen

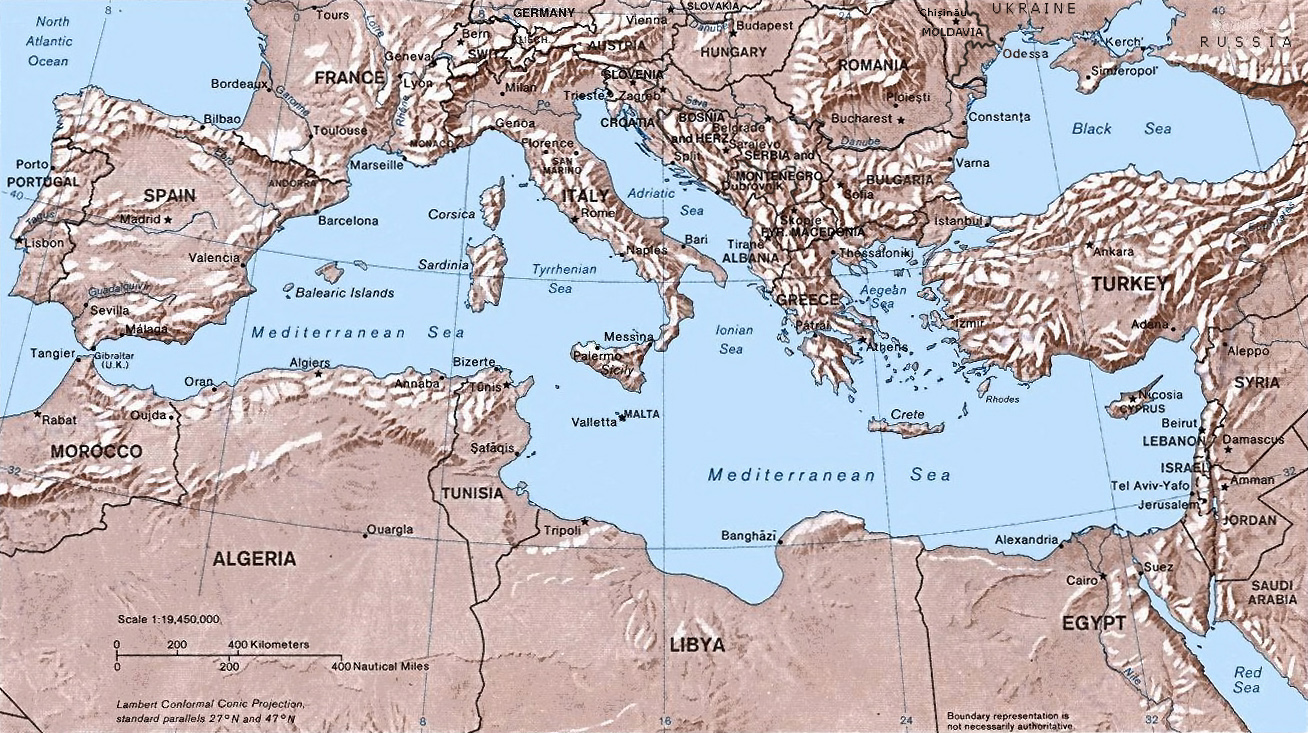
Le bassin méditerranéen.

Les notions de bassin méditerranéen et de monde méditerranéen désignent les régions se trouvant autour de la mer Méditerranée. Ces régions méditerranéennes couvrent l'Europe du Sud (Espagne, France, Monaco, Italie, Malte, Slovénie, Croatie, Bosnie-Herzégovine, Monténégro, Albanie, Grèce et Chypre), le Proche-Orient (Turquie, Syrie, Liban, Israël et la Palestine), et l'Afrique du Nord (Maroc, Algérie, Tunisie, Libye, Égypte). Des critères culturels ou historiques permettent de délimiter la région méditerranéenne, mais surtout la présence d'un climat commun : le climat méditerranéen. La culture ou la civilisation méditerranéenne est alors définie par un héritage antique ou médiéval fort, lié aux civilisations égyptienne, gréco-romaine, carthaginoise, judéo-chrétienne et islamique. Cette culture se matérialise dans l'alimentation par la prédominance des légumes, des fruits, du poisson et des dérivés du blé (pain, etc.), de l'olivier (huile d'olive, etc.) et de la vigne (vin, etc.) ainsi que de l'élevage caprin et ovin.
Le bassin méditerranéen est marqué par des initiatives politiques récentes telles que le processus de Barcelone, Union pour la Méditerranée et la zone euro-méditerranéenne de libre-échange. Des Jeux méditerranéens existent depuis 1951.

## Géographie
La mer Méditerranée est une mer intercontinentale presque entièrement fermée, bordée par les côtes d'Europe du Sud, d'Afrique du Nord et d'Asie de l'Ouest, depuis le détroit de Gibraltar à l'ouest aux entrées des Dardanelles et du canal de Suez à l'est. Elle s'étend sur une superficie d'environ 2,5 millions de kilomètres carrés. Son ouverture vers l'océan Atlantique par le détroit de Gibraltar est large de 14 kilomètres.
La mer Méditerranée se divise en deux bassins bien individualisés, séparés par des hauts fonds situés entre la Sicile et la Tunisie : la Méditerranée occidentale et la Méditerranée orientale, elles-mêmes nettement compartimentées. La première recouvre une superficie d'environ 0,85 million de kilomètres carrés tandis que la seconde recouvre environ 1,65 million de kilomètres carrés.
Les pays bordant la mer Méditerranée présentent de nombreuses montagnes, avec des sommets qui dépassent souvent les 1 000 m.

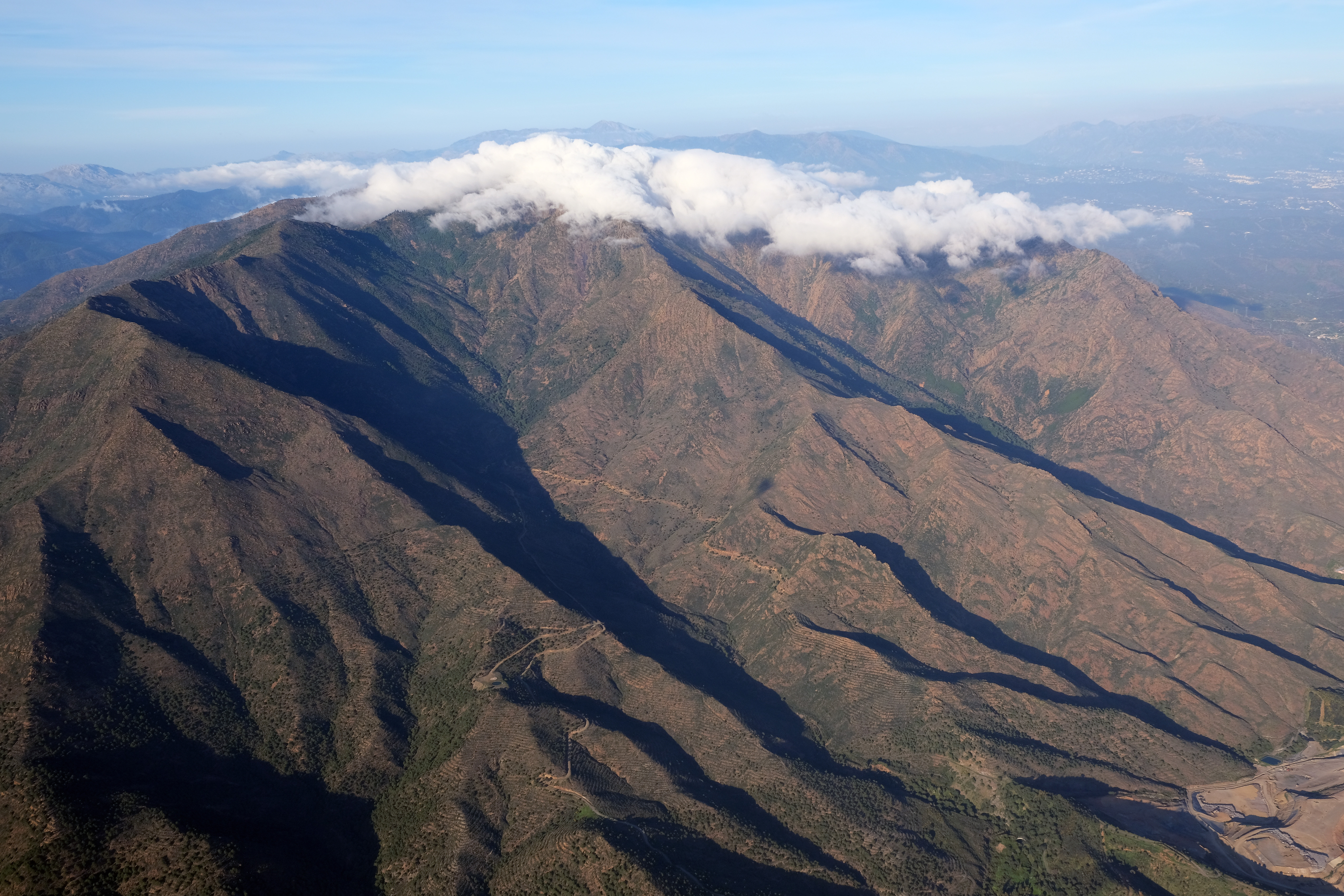
La sierra Bermeja en Espagne (Andalousie).

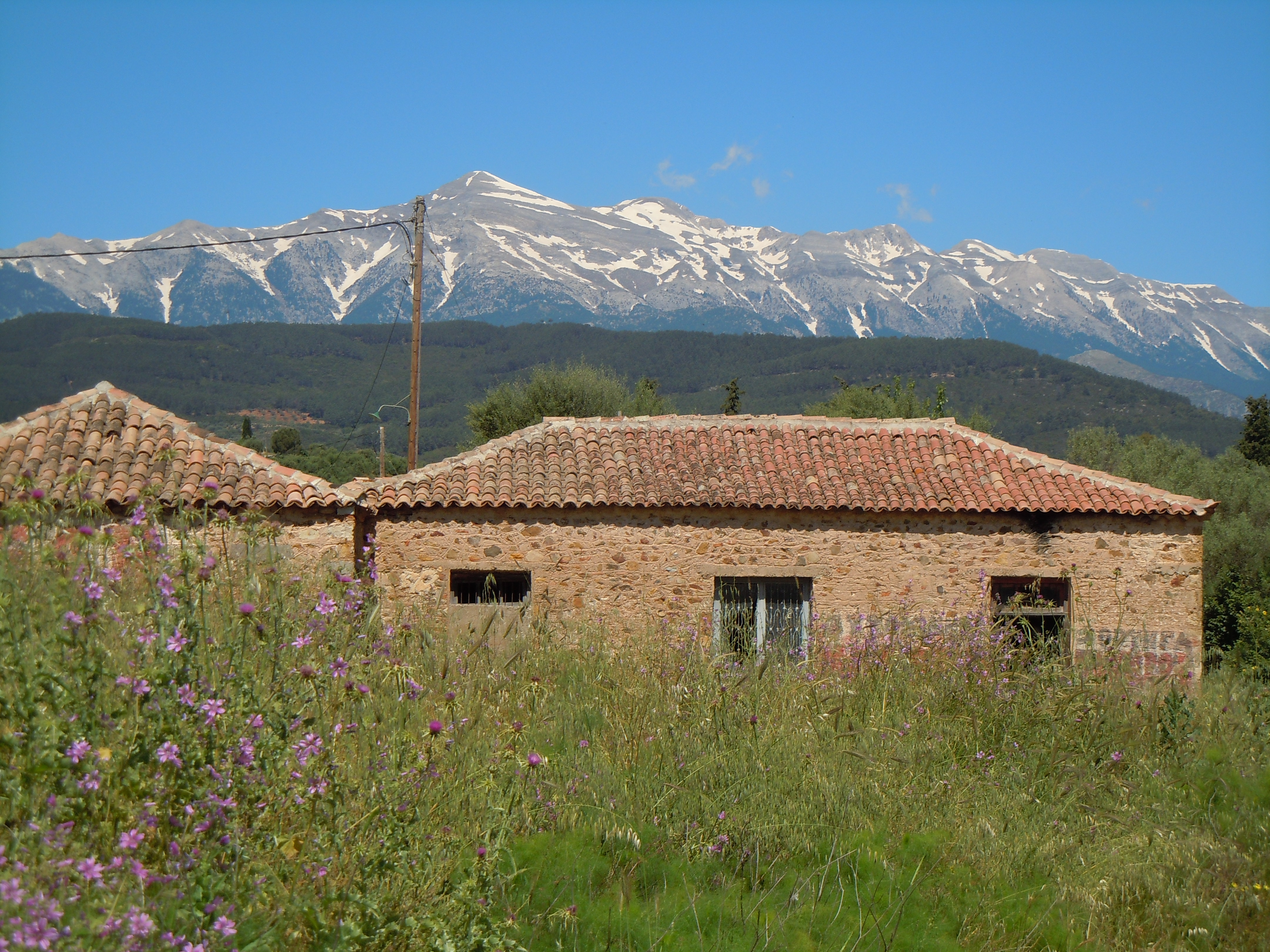
Le massif du Taygète depuis la plaine de Sparte en Grèce (Péloponnèse).

## Environnement
C'est une des régions du monde où l'urbanisation, la périurbanisation et l'agriculture consomment le plus de ressources naturelles, avec des impacts en termes d'artificialisation, de fragmentation, érosion des sols et destruction de milieux naturels.
Les zones humides y ont notamment souffert, perdant environ la moitié de leur superficie en un siècle (de 1900 à 2000) selon l'Observatoire des zones humides méditerranéennes. Alors que les effets du réchauffement climatique se font sentir, il n'en reste que 18,5 millions d'hectares pour toute la région (soit en moyenne 2 % de la superficie totale des 27 pays du bassin en zones humides, estuaires et lagunes salées comprises),. Les pays qui en ont le moins sont l'Espagne (1 % du territoire), la Bulgarie (0,9 %), Chypre (1,1 %), Malte (0,1 %). Au Maghreb, l'Algérie héberge quant à elle 0,6 % des zones, le Maroc (0,7 %), la Libye (0,2 %). Tandis qu'au Moyen-Orient, la Syrie recense 0,8 % de zones humides, la Jordanie (0,5 %), le Liban (0,1 %), Israël et les territoires palestiniens (1,3 %). Selon l'observatoire, les surfaces irriguées sont désormais stabilisées dans l'UE, en Israël et en Égypte, mais elles sont sources d'une grande consommation d'eau.
Les mesures de protection de la biodiversité semblent donner des résultats chez quelques oiseaux d'espèces protégées (pélicans, flamants roses et grues) dont les effectifs ont remonté dans la zone méditerranéenne. Les mammifères, amphibiens, reptiles et poissons ont par contre régressé de 40 % environ depuis 1970. 30 % des amphibiens, 25 % des reptiles et 15 % des mammifères, contre 5 % « seulement » des oiseaux, sont menacés d'extinction dans la zone méditerranéenne selon la liste rouge de l'UICN. Les poissons d'eau douce régressent encore plus vite dans la zone méditerranéenne qu'à l'échelle mondiale (39 % sont menacées d'extinction en Méditerranée contre 15 % dans le monde). Les causes sont notamment la destruction et pollution des habitats, dont par les engrais, pesticides et l'invasion d'espèces exotiques.
Un rapport du plan Bleu (organisme issu du programme de l'ONU pour l'environnement et du plan d'action pour la Méditerranée) paru en novembre 2020 souligne la grande vulnérabilité du bassin méditerranéen au réchauffement climatique, risquant « des dommages mettant en danger la santé et les moyens de subsistance des populations », et les dommages causés par une mauvaise exploitation des ressources et la pollution. Ainsi, 15 % des décès dans le bassin méditerranéen seraient déjà attribuables à des causes environnementales évitables. En outre, la région se réchauffe « 20 % plus rapidement que la moyenne mondiale ». Le changement climatique pourrait conduire à une chute des précipitations (jusqu'à 30 % de baisse d'ici 2080), allonger les saisons d'incendies, menacer la biodiversité et augmenter le niveau de la mer de 0,5 à 2,5 mètres d'ici la fin du siècle.

## Histoire et brassage culturel

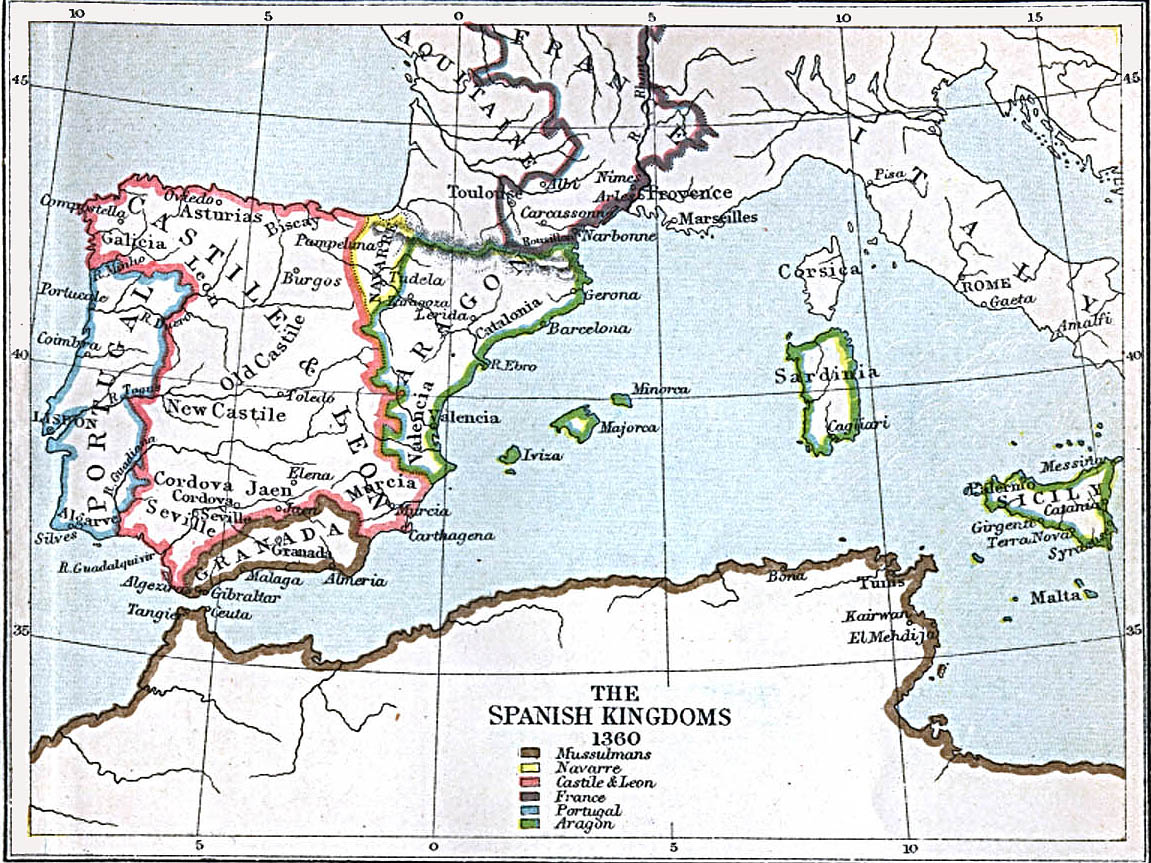
Situation des Espagnes médiévales et de la couronne aragonaise en 1360.

Le bassin méditerranéen est dès l'Antiquité le berceau de plusieurs civilisations : l'Égypte, la Crète, la Judée, la Grèce et ses colonies, la Phénicie et Carthage, Rome et son empire (qui en fit sa mare nostrum), Constantinople et son empire, la civilisation arabo-musulmane et la civilisation occidentale. Toutes furent aussi des thalassocraties cherchant à assurer leur domination du bassin méditerranéen par le biais du commerce maritime et des guerres navales. Au Moyen Âge, les razzias, les croisades, les empires maritimes de Gênes et de Venise et l'Empire ottoman prenant la succession de l'Empire romain d'orient, brassèrent et confrontèrent aussi les peuples dans une diversité culturelle allant de pair avec le partage des héritages historiques, technologiques et artistiques.
« Mare Mediterraneum », telle que l'a surnommée le géographe romain Julius Solinus, signifie « la mer au milieu des terres ». Parsemé d'îles, divisé en bassins liés par des détroits, étendu sur 4 000 km d'ouest en est, le bassin méditerranéen n'en demeure pas moins étroit : les côtes européennes et africaines ne sont séparées que d'une largeur maximale de 800 km.
Elle définit culturellement les peuples (italiens, espagnols, français, grecs, maghrébins, arabes, égyptiens, libanais…). Fernand Braudel écrivait sur cette dernière : « Avoir été est une condition pour être ».

### Époque moderne
Durant l'époque moderne, le bassin méditerranéen est un espace qui reste fondé sur l'héritage médiéval, celui des croisades et du djihad. Deux cultures profondément antagonistes s'y opposent ; la Chrétienté et l'Islam. Les chrétiens continuent de nourrir des projets de croisade, dont certains sont portés par l'autorité pontificale. C'est le cas du projet de milice chrétienne, projet finissant tout de même par avorter en raison du déclenchement de la guerre de Trente Ans. De leur côté, les musulmans cherchent eux aussi à gagner du terrain sur les infidèles, voulant étendre le dâr al-islam au détriment du dâr al-harb.
Au cours de l'époque moderne, le bassin fait l'objet d'une rivalité entre deux empires, qui cherchent à le dominer. Cette rivalité repose notamment sur un antagonisme religieux. Ces deux empires sont l'Empire ottoman et celui espagnol, qui s'affrontent comme à Djerba en 1560 ou à Lépante en 1571. La pratique de la course est aussi l'occasion pour ces deux puissances de se confronter. Des acteurs secondaires tentent aussi de s'imposer en Méditerranée ; le grand-duché de Toscane, les États pontificaux et le Maroc. À la fin de l'époque moderne, les vieilles puissances entrent en crise. En effet, l'Empire ottoman subit ses premiers revers sur le plan militaire et connait des crises intérieures, à la fois économiques et politiques. L'Empire espagnol se trouve lui aussi affaibli, à la fois par les épidémies de peste récurrentes et des crises politiques liées à la levée d'impôts impopulaires, en raison des difficultés d'approvisionnement en or et en argent venant du Nouveau Monde. Parallèlement, de nouvelles puissances émergent ; la France, qui se constitue une flotte puissante, l'Angleterre et la Hollande, qui commencent à intervenir en Méditerranée, et enfin l'Autriche, qui s'affirme comme une véritable puissance méditerranéenne après le traité de Passarowitz, en 1718.
Toutefois, il serait exagéré de n'évoquer que les relations guerrières entre les deux civilisations. En effet, d'autres types de relations se nouent, comme en témoigne l'apparition des ambassades et l'envoi d'ambassades, tant du côté oriental que du côté occidental. On assiste aussi au développement de consulats. On peut aussi faire part de l'attrait des Occidentaux pour l'Orient, communément appelé « orientalisme », et qui donne lieu à un certain nombre de voyages. Cet attrait se retrouve par exemple chez les Lumières. Ces mobilités demeurent contrôlées, à la fois pour des questions de santé publique (éviter la propagation d'épidémies), mais aussi sur la base des rivalités d'hier, toujours très vives. Ces mobilités répondent aussi à des modalités bien précises. Enfin, les mobilités présentent un certain nombre de risques ; les épidémies, au premier rang desquelles on retrouve la peste, la fièvre jaune et la variole, les risques naturels engendrés par la navigation et les risques humains liés au développement de la piraterie, à l'activité corsaire et au brigandage le long des routes importantes. Il existe aussi des moyens pour se prémunir contre les risques, dont le développement d'une assurance maritime en Méditerranée.

## Populations
La mer Méditerranée est bordée par 21 États souverains officiellement reconnus (dont la principauté de Monaco), plus l'État Palestinien (bande de Gaza) et Chypre du Nord, au statut disputé. On y parle entre 11 et 20 langues différentes selon que l'on prend en compte les nombreux dialectes (monténégrin, bosnien…), langues de racines romane (français, espagnol, italien), hellénique (grec), slave (slovène, serbo-croate), balkanique (albanais), berbère (kabyle), sémitique (arabe, hébreu, maltais), ou altaïque (turc).
Les États qui bordent la Méditerranée sont :
| Pays                  | Plus grande ville côtière | Autres grandes villes côtières                                                               | Langues parlées sur la côte                   |
| --------------------- | ------------------------- | -------------------------------------------------------------------------------------------- | --------------------------------------------- |
| Albanie               | Durrës                    |                                                                                              | Albanais                                      |
| Algérie               | Alger                     | Oran, Annaba, Béjaïa, Mostaganem, Skikda, Jijel                                              | Arabe algérien, berbère, français             |
| Bosnie-Herzégovine    | Neum                      |                                                                                              | Serbo-croate                                  |
| Chypre Chypre du Nord | Limassol                  | Larnaca                                                                                      | Grec et turc chypriote                        |
| Croatie               | Split                     | Rijeka                                                                                       | Serbo-croate                                  |
| Égypte                | Alexandrie                | Port-Saïd                                                                                    | Arabe égyptien                                |
| Espagne               | Barcelone                 | Alicante, Malaga, Carthagène, Palma, Valence, Tarragone, Badalone, Ceuta, Melilia            | Espagnol (castillan) et catalan               |
| France                | Marseille                 | Nice, Cannes, Toulon, Sète, Narbonne, Ajaccio                                                | Français, corse, niçois, occitan, …           |
| Grèce                 | Athènes                   | Thessalonique, Patras, Héraklion                                                             | Grec                                          |
| Israël                | Tel Aviv-Jaffa            | Haïfa, Ashdod                                                                                | Hébreu, yiddish et arabes israéliens          |
| Italie                | Naples                    | Trieste, Venise, Bari, Tarente, Catane, Palerme, Messine, Livourne, Gênes, Reggio de Calabre | Italien, napolitain, sarde, sicilien, …       |
| Liban                 | Beyrouth                  | Tripoli                                                                                      | Arabe libanais et français                    |
| Libye                 | Tripoli                   | Benghazi, Misrata, Khoms, Zaouïa                                                             | Arabe libyen et berbère                       |
| Malte                 | La Valette                |                                                                                              | Maltais, anglais                              |
| Maroc                 | Tétouan                   | Al Hoceima, Nador, Tanger                                                                    | Arabe marocain, berbère, espagnol et français |
| Monaco                | Monaco                    |                                                                                              | Français                                      |
| Monténégro            | Bar                       |                                                                                              | Serbo-croate                                  |
| Palestine             | Gaza                      |                                                                                              | Arabe palestinien                             |
| Slovénie              | Koper/Capodistria         |                                                                                              | Slovène                                       |
| Syrie                 | Lattaquié                 | Tartous                                                                                      | Arabe syrien                                  |
| Tunisie               | Tunis                     | Bizerte, Hammamet, Monastir, Sfax, Sousse, Gabès, Mahdia, Nabeul, Zarzis, Houmt Souk         | Arabe tunisien                                |
| Turquie               | Izmir                     | Antalya, Mersin, Alexandrette                                                                | Turc                                          |

Au niveau de ces pays, la Méditerranée est le lieu de processus accentués de littoralisation et d'urbanisation plus ou moins spontanées. Sur 30 ans, de 1970 à 2000, les populations côtières sont passées de 96 millions d'habitants à 145 millions, soit 51 % d'augmentation, dont 17,2 % pour la rive Nord et 84 % pour les rives Est et Sud. Sur la même période, la population urbaine côtière a progressé de 10 millions d'habitants sur la rive Nord et de 30 millions d'habitants sur les rives Sud et Est.

## Économie

### Secteur primaire

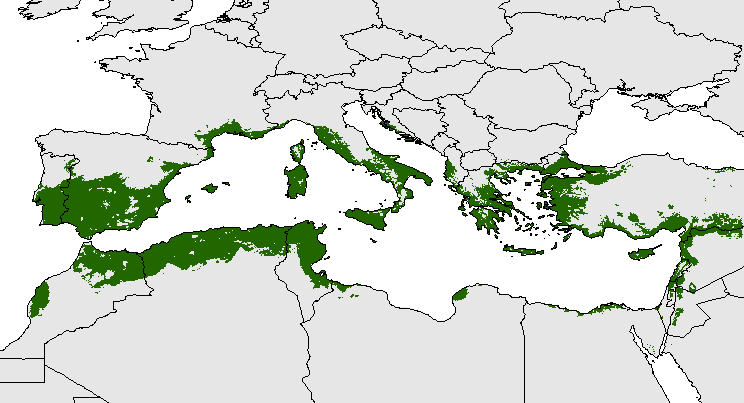
Modélisation de la distribution d'oliviers dans le bassin méditerranéen.

L'agriculture méditerranéenne est traditionnellement définie autour des trois cultures (dite trilogie méditerranéenne) : du blé, de l'olivier et de la vigne. La viticulture dans la région remonte à l'Antiquité.
Mais la région détient aussi d'importantes productions de fruits et de légumes via les huerta, une horticulture intensive le long des vallées fluviales. L'agriculture méditerranéenne est ainsi caractérisée par l'importance de l'irrigation pour faire face à l'aridité estivale. La production arboricole est dominée par la production de pêches, d'abricots, de melons, de cerises et de prunes et plus au sud, par les agrumes et de dattes. Les légumes sont essentiellement des tomates, des aubergines, des artichauts, des poivrons et des choux. D'autres céréales ont aussi une importante présence comme le riz notamment dans la plaine du Pô, ou encore le maïs ou le mil dans d'autres régions, notamment en Afrique du Nord pour cette dernière.
La pêche est aussi un secteur extractif important en Méditerranée. La consommation de poissons par habitant est relativement élevée. Les variétés de poissons pêchées traditionnellement sont le thon, la sardine et l'anchois.
Le secteur de la sylviculture a perdu de son importance, du fait de la diminution des surfaces boisées. Mais des productions de qualité sont encore présentes dans la région comme en Espagne et au Portugal, où se concentre presque toute la production mondiale de liège et de chêne-liège. La région méditerranéenne est aussi connue pour sa trufficulture.